# 三碘化铑
三碘化铑是一种无机化合物，化学式为RhI3，它可由三氯化铑和碘化钾或氢碘酸反应得到。
三碘化铑具有单斜晶系结构，空间群C2/m，它难溶于酸和有机溶剂。它和二氯化硫反应，得到红色的[RhCl3(SCl2)]6。它也能和一氧化碳形成羰基配合物，用作有机合成的催化剂。